# مستشفى الملك فهد التخصصي
مستشفى الملك فهد التخصصي بالدمام (KFSH-D) هو مستشفى تخصصي مرجعي يلتزم بالوفاء باحتياجات الرعاية الصحية التخصصية للمنطقة الشرقية وسكان الخليج، ويقدم مراكز الكفاءات الأساسية التالية: مركز الأورام، ومركز زراعة الأعضاء، ومركز العلوم العصبية، ومركز أمراض القلب. بالإضافة إلى التخصصات الدقيقة في أمراض الدم، وإعادة التأهيل، والطب النووي، والعلاج الإشعاعي، والمسالك البولية، والكثير غيرها.
يعتبر إحد أكبر وأهم المستشفيات المتخصصة بالمنطقة الشرقية، على مستويي القطاع الخاص والعام، وهي مستشفى تابعة لوزارة الصحة، يرأس مجلس إدارتها وزير الصحة السعودي، ويديرها رئيس تنفيذي مباشر، وتقوم المستشفى بتوفير الخدمة الصحية لأهالي المنطقة الشرقية.
وتعتبر المستشفى إحدى أهم المشاريع الصحية في المنطقة الشرقية.

## تاريخ المستشفى
تم بناء المستشفى في عام 1984 ولكن ولأسباب عدة لم يكتمل بناؤه حتى عام 1999، كان المستشفى يحمل اسم «مستشفى الخليج» لكن لاحقا تم تسميته باسم مستشفى الملك فهد التخصصي بالدمام بمرسوم ملكي، ولقد افتتح المستشفى في عهد الملك عبد الله بن عبد العزيز في 17 سبتمبر 2005 على أن يتم تخصيصه لخدمة المجتمع، وفي عام 2008 تم تشغيله كمستشفى تخصصي مرجعي يختص بمراكز الكفاءات الأساسية مثل (زراعة الأعضاء، ومركز الأورام، ومركز العلوم العصبية، والعلوم الجينية)

## موقع المستشفى
يقع مستشفى الملك فهد التخصصي بالدمام في المنطقة الشرقية من المملكة العربية السعودية، مدينة الدمام، حي البادية، شارع الأمير مشعل بن عبدالعزيز. 

## الاعتمادات والاعترافات الدولية
حصل المستشفى على اعتماد الهيئة الدولية المشتركة (JCIA)، وهو أول مستشفى تابع لوزارة الصحة يحصل على هذا الاعتماد، كما حصل مختبر المستشفى وقسم أمراض الدم باعتراف من قبل الكلية الأمريكية لعلم الأمراض (CAP)، وفي نفس الوقت فقد حقق مختبر الأنسجة والمناعة في مستشفى الملك فهد التخصصي بالدمام إنجازا كبيرا بتجاوزه لتفتيش المنظمة الأمريكية للأنسجة والمناعة في سبيل الحصول على شهادة الاعتماد الدولية والتي تُعنى بجودة وسلامة التوافق بين أنسجة المانح والمتسقبل للعضو في عمليات زراعة الأعضاء، وبهذا يكون المختبرهو الثاني من نوعه في المملكة والشرق الأوسط[محل شك]الذي يحصل على هذا الاعتماد.

### اعتماد الجمعية الأمريكية للتوافق النسيجي والوراثيات المناعية ASHI
حصد مختبر التوافق النسيجي والوراثيات المناعية (HIL) شهادة اعتماد مرموقة من قبل الجمعية الأمريكية للتوافق النسيجي والوراثيات المناعية ASHI
وكان هذا الاعتماد نتيجة مباشرة لعمل عظيم وتفان من فريق عمل متكامل في مختبر HIL الذي يتألف من مدراء الـ ASHI المعتمدين وموظفين تقنيين على درجة عالية من الكفاءة والتأهيل، ويعد الحصول على هذا الاعتماد عاملا أساس في توسيع نطاق واسع للخدمات المقدمة لمرضى زراعة الأعضاء ومرضى زراعة الخلايا الجذعية، حيث يضع المختبر في موقع رائد في مجال الوراثيات المناعية في المملكة العربية السعودية والشرق الأوسط.

### اعتماد الأكاديمية الأمريكية للتعليم الطبي المستمر AACME
حصلت الشؤون الأكاديمية على اعتماد الأكاديمية الأمريكية للتعليم الطبي المستمر (AACME) ليصبح مستشفى الملك فهد التخصصي في الدمام أول مستشفيات وزارة الصحة في الحصول على هذا الاعتماد، حيث يعتبر هو المعيار السائد دوليا وأساس الاعتماد للتعليم الطبي المستمر لضمان أعلى جودة في التعليم الطبي في مؤسسة الاعتمادات AACME وقد تم اعتماد أكثر من عشرين ألف منظمة ومؤسسة في جميع أنحاء العالم بما في ذلك المؤتمرات الطبية لمنظمة الصحة العالمية وغيرها من كبرى المنظمات الحكومية وغير الحكومية.
اعتماد الأكاديمية الأمريكية للتعليم الطبي المستمر AACME عبارة عن عملية يتم خلالها قياس الجوانب التعليمية والتنظيمية والإدارية للمنظمة الطبية، بما في ذلك تخطيط البرامج وتنفيذها ورصدها وتقويمها، مقارنة بمبادئ ومعايير AACME.
وقد قيمتAACME التعليم في المستشفى والإدارة لنحو ستة أشهر للتأكد من أنه يلبي المعايير العالمية، وقد منحت تخصصي الدمام اعتماد AACME في سبتمبر 2012 وحصلت على الاعتراف الدولي لجودة التعليم الطبي التي تقدمها، ويسعى المستشفى لضمان الحفاظ على هذه الجودة العالية في التعليم،

### رحلة خدمات تقنية المعلومات للتميز

#### اعتماد آيزوISO9001
حصدت خدمات تقنية المعلومات على اعتماد نظام إدارة الجودة آيزو ISO 9001 في يونيو 2012. وآيزو المنظمة الدولية للمعايير هي المنظمة الدولية لتوحيد المعايير، وقد بدأت رحلة خدمات تقنية المعلومات مع الآيزو في منتصف عام 2012 مع مشروع ISO 9001 لتنفيذ نظم إدارة الجودة المتوافقة، وقد تم تطبيق هذه النظم من قبل أكثر من مليون منظمة في 175 دولة، حيث أن نظام إدارة الجودة QMS هو الهيكل، والإجراءات والعمليات والموارد اللازمة لتنفيذ إدارة الجودة تستخدم ضمان الجودة ومراقبة العملية لضمان الاتساق

بعض الفوائد الهامة لاعتماد آيزو 9001 هي:
- التوثيق المناسب لكل الإجراءات المحددة.
- قياس الجودة.
- الرصد والمراقبة.
- بنية معترف بها دوليا.
- زيادة رضى العملاء.
- الاستخدام الفعال للموارد.

#### اعتماد آيزو 27001
اعتمدت إدارة تقنية خدمات المعلومات آيزو 27001 باعتباره جزءا أساسيا من نظام إدارة أمن المعلومات من أجل ضمان تطبيق وممارسة أفضل أداء كجزء من دورها كأحد رعاة العناية بالمريض لدينا والبيانات التنظيمية، حيث ان نظام إدارة أمن المعلومات، أو ISMS، يسعى لتحقيق ذلك من خلال منهجية منظمة على أساس المخاطر، التي تعتبر جميع جوانب المحافظة على سرية وسلامة ومدى توافر البيانات. تخصصي الدمام هي أول مستشفى لوزارة الصحة، والمستشفى الثاني على مستوى المملكة الذي يحقق مثل هذا الاعتماد. في عالم حيث أصبحت اخبار سرقة الهوية، والقرصنة، وهجمات الفيروسات على الكمبيوتر وغيرها من جرائم تكنولوجيا المعلومات شائعة على نحو متزايد، يضمن ايزو 27001 أن المنظمة قد اعتمدت مجموعة صارمة وشاملة للعمليات والسياسات لحماية بيانات المرضى والمعلومات الأخرى وهو نظام معترف به دوليا لإدارة أمن المعلومات.

## مراكز التميز / الكفاءات الأساسية
حققت المستشفى مستويات عديدة من التميز، ومن أحدثها: التميز بتوفير خدمة زراعة الخلايا الجذعية التي تمت بنجاح لأكثر من 50 بالغ وطفل بحلول نهاية عام 2012
1. مركز زراعة الأعضاء   تم إنشاء مركز زراعة الأعضاء في مستشفى الملك فهد التخصصي بالدمام في عام 2008 لتلبية الحاجة المتزايدة لزراعة الأعضاء في المنطقة الشرقية والمملكة، وقد استمر المركز في التوسع منذ عملية زراعة أول كلية في سبتمبر عام 2008 لتلبية الزيادة المستمرة في الحاجة لمثل هذه العمليات كما يستمر المستشفى بالعمل المشترك مع المركز السعودي لزراعة الأعضاء (SCOT)، ولجان الصحة في المنطقة الشرقية ومستشفيات أخرى في المملكة
الخدمات
  - تقديم الخدمات لأمراض الكبد للأطفال والبالغين
  - تقديم الرعاية قبل وبعد عمليات زراعة الكلى والبنكرياس (للأطفال والبالغين)
  - تقديم الرعاية قبل وبعد عمليات زراعة الكبد
  - تقديم خدمات الرعاية بعمليات معالجة رفض الأعضاء
  - التوسع في برنامج زراعة الأعضاء
  - خدمة الفريق المتنقل للتبرع بالأعضاء
2. مركز الأورام   هو أبرز أقسام مستشفى الملك فهد التخصصي بالدمام حيث يوفر عناية شاملة ومتخصصة تشمل مايلي:
  - علم أورام الدم للبالغين وزراعة الخلايا الجذعية
  - علم أورام الدم للأطفال وزراعة الخلايا الجذعية
  - الرعاية الخاصة لتسكين الآلام
  - العلاج الإشعاعي

الخدمات المقدمة
  - الأورام الصلبة
  - الأورام الخبيثة
  - علاج نخاع العظم والخلايا الجذعية للدم والأورام الخبيثة والصلبة وفشل نخاع العظم وفقر الدم الخُلقي

ويقدم مركز الأورام عناية متعددة التخصصات تشمل طرق العلاج التقليدية وكذلك المتقدمة مثل العلاج الكيميائي، العلاج الإشعاعي، تعريض كامل الجسد للأشعة السينية، جراحة الأورام زراعة النخاع العظمي، العلاج الذاتي أوالمتنحي للخلايا والعلاج المناعي. ويعمل قسم العلاج الإشعاعي على تطوير تقنية متطورة للغاية في العلاج الإشعاعي الداخلي.
3. مركز العلوم العصبية   وهو مركز متخصص يقدم الكثير من الخدمات المعقدة:
  - قسم جراحة المخ والأعصاب
  - قسم طب الأعصاب
  - قسم طب أعصاب الأطفال
  - قسم الصحة النفسية
  - قسم الطب الطبيعي والتأهيل
  - قسم علم وظائف الأعصاب

الخدمات
  - أعلى مستوى من الرعاية المتخصصة في مجالات العلوم العصبية
  - جراحة المخ والأعصاب: جراحة العمود الفقري المعقدة، وجراحة قاعدة الجمجمة، جراحة المخ والأعصاب الأوعية الدموية، جراحة الصرع، جراحة المخ والأعصاب للأطفال
  - الأعصاب: الصرع، والتصلب المتعدد والأمراض العصبية الذاتية، والاضطرابات العصبية العضلية واضطرابات الحركة، وطب اضطرابات النوم
  - الأمراض العصبية لدى الأطفال: الصرع، والاضطرابات العصبية العضلية، اضطرابات النمو العصبية، اضطرابات التمثيل الغذائي للأعصاب
  - الصحة العقلية: الطب النفسي وعلم النفس الإكلينيكي
  - الطب الفيزيائي وإعادة التأهيل: إعادة التأهيل العصبي، التشنج وعلاج الآلام وإعادة تأهيل العضلات والعظام، وإعادة التأهيل الأطراف

## اتفاقيات التعاون
لدى المستشفى العديد من اتفاقيات التعاون المشتركة مع أفضل المستشفيات والمراكز الصحية في الولايات المتحدة وكندا وغيرها من الجامعات السعودية والعربية، فضلا عن العديد من المعاهد والمراكز الأوروبية التي تهدف إلى تطوير الخدمات الصحية المقدمة وتحقيق رؤية المستشفى، وذلك لجعله مركزا رائدا للتميز في مجال الرعاية الصحية المتخصصة.

## الكوادر الطبية والتدريب والأبحاث
من أهداف المستشفى الحرص التام على تعيين كوادر مؤهلة تأهيلا عاليا، حيث يرتكز هذا الهدف على واحدة من أهم أساسيات نمو مخرجات الجودة بشكل مميز في مجال الرعاية الصحية بالإضافة لتسهيل وتوفير أفضل التقنيات المتاحة لهذه الكوادر.
كما يهتم مستشفى الملك فهد بالدمام بالحصول على أعلى مستويات التدريب الدولي لموظفيه، وهو أيضا يهتم بالمساهمة في التدريب المحلي، فمستشفى الملك فهد التخصصي بالدمام هوأحد أقوى مراكز التدريب الأكاديمية والأبحاث على المستوى المحلي، كما أن المستشفى معترف به من قبل الهيئة السعودية للتخصصات الطبية كمركز تدريب متخصص في عدة برامج طبية وصحية مساندة.

وتقدم خدمة التدريب في المستشفى لعدد من طلاب الطب من دول عربية مجاورة للحصول على درجة الدبلوم من المجلس السعودي والعربي في مختلف التخصصات الصحية.
المستشفى يعتبر المُساهم الرئيس في التدريب خلال السنوات القليلة الماضية، والبحوث هي أحد أهم أهداف المستشفى الاستراتيجية التي تطورت سريعا.
تم إنشاء إدارة البحوث في المستشفى في يناير 2010. كما تقوم اللجنة المؤسسية لمراجعة البحوث IRB بمراجعة وترخيص الأبحاث المُقامه على المخلوقات الحية، كما تطمح للتوسع ومراجعة وترخيص الأبحاث الأساسية كذلك.

## أقسام المستشفى
1. الأقسام الطبية  
  1. التمريض
  2. الشؤون الإكلينيكية والطبية
    1. التصوير الطبي
    2. التخدير
    3. العناية الحرجة
    4. الباطنية
    5. الأطفال
    6. العلاج الغذائي
    7. العلاج الطبيعي
    8. طب الأسرة
    9. النساء والولادة
    10. العلاج التنفسي
    11. الجراحة
    12. الأمراض المعدية
    13. العناية الصحية المنزلية
    14. علم الأمراض والمختبرات الطبية
      1. علم الأمراض التشريحي
      2. 	مختبر التشخيص الجزيئي

    15. التثقيف الصحي
    16. الخدمات الاجتماعية
    17. مركز زراعة الأعضاء
    18. مركز! ! الأورام
    19. مركز العلوم العصبية
    20. المسالك البولية
    21. الطوارئ
2. الأقسام الإدارية  
  1. الشؤون الأكاديمية والتدريب والأبحاث
    1. الأبحاث
    2. التدريب
    3. الشؤون الأكاديمية

  2. إدارة التشغيل
    1. الخدمات المساندة
    2. خدمات الإسكان
    3. الأمن والسلامة
    4. خدمات التغذية
    5. خدمات الصيانة
    6. المشاريع

  3. خدمات تقنية المعلومات
    1. المعلوماتية الطبية
    2. إدارة التطبيقات الشاملة
    3. خدمات إدارة النظم والتشغيل
    4. دعم تقنية المعلومات
    5. الهندسة الطبية

  4. الجودة والتخطيط الاستيراتيجي
    1. دعم القرار
    2. إدارة المخاطر
    3. التخطيط الإستيراتيجي
    4. الاعتمادات
    5. تحسين الأداء

  5. مكتب التعاون الدولي
  6. إدارة الشئون المالية
    1. إدارة الموارد البشرية

## مستقبل المستشفى
تعمل إدارة مستشفى الملك فهد التخصصي على بناء مشروع صحي ضخم يحمل اسم مدينة الملك خالد الطبية (KKMC)، خُطط له ليكون«مركزا رائدا في مجال الرعاية الصحية المتخصصة» في المنطقة الشرقية، بحيث تقدم خدماتها لسبعة ملايين مع التركيز على العلاج المتكامل، والبحث العلمي والتعليم. هي واحدة من أكبر خمس مدن صحية جارية تحت الإنشاء في المملكة العربية السعودية، ويقع المشروع على بعد حوالي 20 كم جنوب غرب مدينة الظهران على طول الطريق السريع أبوحيدرية، على مساحة 700,000 متر مربع.
من خلال ترسية المشروع ليقوم بتوفير ما يعادل 1500 سرير،
تلعب مدينة الملك خالد الصحية دورا مهما في تطبيق وتقديم إستراتيجية وزارة الصحة للرعاية الصحية الوطنية، حيث تشكل عنصرا جوهريا من خطة المملكة العربية السعودية في تحسين وتطوير سهولة وصول المواطنين للخدمات الصحية مع تمتعهم بجودة متقدمة وابتكارات جديدة في مجال الرعاية الصحية، فبالإضافة إلى كونه مستشفى للرعاية عالية التخصص في الجراحة، وطب الأطفال، وطب النساء، سيحتوي المستشفى على ستة مراكز للتميز: القلب والأوعية الدموية، العلوم العصبية، إعادة التأهيل، زراعة الأعضاء، طب العيون، والأورام، وكذلك مركز أبحاث بالإضافة إلى جميع الخدمات المساندة ذات العلاقة. ولأن تصميم المدينة يعتمد على رؤية تكوينية متكاملة لمدينة داخل مدينة ستحتوي أيضا على مركز أكاديمي طبي عالمي، وكليات للطب، والتمريض، والعلوم الصحية المساعدة، وفندق، وإسكانات خاصة، وأماكن ترفيهية وتجارية. وعندما يتم تحقيق هذه الرؤية بالكامل فإن مدينة الملك خالد الصحية ستكون تأسيسا لبنية تحتية صحية شاملة مع مستقبل صحي مستدام يكون خادما للمواطنين في مدينة الدمام وكامل المنطقة الشرقية.  
وفي وقت مبكر تمتعت مدينة الملك خالد الصحية بالإشادة والفوز في واحدة من أعلى ست جوائز مرموقة في مجال بناء المستشفيات لعام 2013م، والذي أعلن عنه في مؤتمر ومعرض الشرق الأوسط لبناء المستشفيات والبنى التحتية الخاصة بها، والذي انعقد في الثالث من شهر يونيو لعام 2013م بمركز دبي الدولي للمعارض، وقد تم اختيار مشروع مدينة الملك خالد الصحية كفائز في أفضل تصميم للمستشفيات فئة (المستقبل)، ولقد اجتذبت جوائز هذه المنافسة أكثر من 150 مرشحا ومتقدما من المرافق الصحية في منطقة الشرق الأوسط. 
 